# Harald III de Noruega
Harald III Haardrade (en nórdico antiguo: Haraldr harðráði; 1015-25 de septiembre de 1066) fue un rey de Noruega (1047-1066) descendiente de Harald I. Llamado asimismo Haroldo Hardrada, Harald Hardraade o Harald Haarderade (escrito "Hardråde" en noruego), apodo que significa el Despiadado y, literalmente, el que rige con dureza, aunque también se le conocía como el Rey de la mano dura tras ascender al trono.

## Infancia y autoexilio
Nacido en 1015, según crónicas contemporáneas hijo de Sigurd Syr y Åsta Gudbrandsdatter, hija de Gudbrand Kula. Cuando sólo contaba 15 años luchó en la batalla de Stiklestad en 1030 junto con el rey Olaf II de Noruega (del cual era el menor de sus hermanastros), muriendo este último en la batalla contra los rebeldes noruegos que contaban con el apoyo del reino de Dinamarca.
Harald resultó gravemente herido en la lucha y tras recuperarse, huyó hacia los territorios del Oriente, por los que viajó durante 14 años, recorriendo y alimentando su idea de un imperio organizado. Vagó por Rusia y en 1035 llegó a Constantinopla, donde prestó servicios en los ejércitos del Imperio Romano de Oriente como miembro de la Guardia varega de la emperatriz bizantina Zoe Porfirogeneta, dejando un legado de grandes hazañas por el Mediterráneo: participó en 18 batallas, luchando contra árabes en Anatolia y en Sicilia bajo el mando del general Jorge Maniakes, así como en el sur de Italia y Bulgaria (donde fue apodado Boklgara brennir o «devastador de búlgaros»). Durante su estancia en la Guardia Varega se le conocía como Norðbrikt, y se ganó el título de Akolouthos (del griego ἀκόλουθος, el que sigue o acompaña; «Acólito» era el título del comandante de la Guardia), pero este cargo le duró poco, puesto que fue apresado en 1041 por apoderarse de un botín que pertenecía al Emperador Miguel V. Haciendo gala a su apodo, Harald se vengó y le arrancó los ojos. Heimskringla (saga de Harald Hardrada) cita sobre este hecho:

Ciego y con terribles defectos físicos
Se vio el soberano y señor de Grecia
El fulminante príncipe de la guerra
Conquistó oro y ricos botines

Finalmente escapó de la celda donde lo tenían confinado y regresó a su hogar en 1043.
Sus andanzas en el exilio se recogen en diversas sagas, en las cuales se menciona que los reyes de Europa en esa época le pagaban para que custodiara sus territorios y cometiera pillajes en contra de otros Estados.

## Retorno de su autoexilio

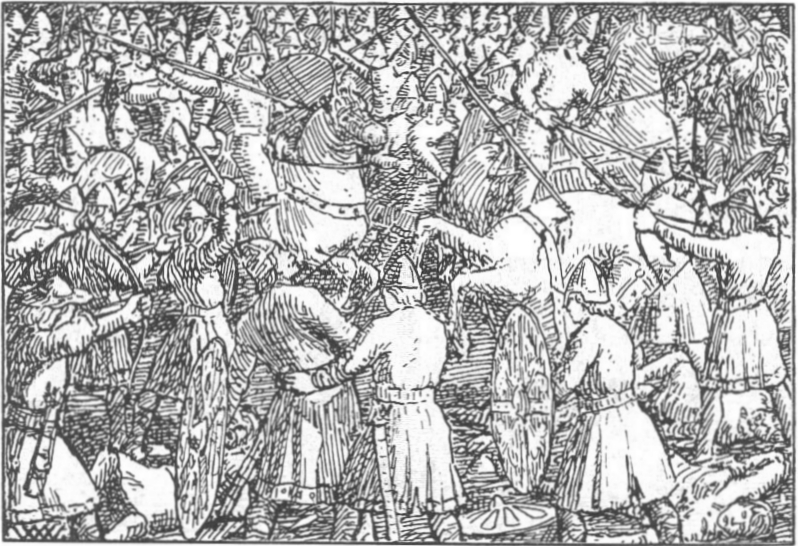
Harald muere de un flechazo en la batalla.

Harald retornó a Noruega en el año 1046 para reclamar el trono, y su sobrino Magnus I el Bueno, que por entonces lo ocupaba, le dio la mitad del reino a cambio de la mitad del tesoro que Harald había acumulado durante su permanencia en Oriente. Un año más tarde murió Magnus y Harald quedó como gobernante en solitario.
Luchó con ciertos éxitos y fracasos en las batallas por el trono danés de Sweyn II (1045-62). Amplió las posesiones de Noruega ocupando las islas Órcadas, Shetland y Hébridas, y fundó la ciudad de Oslo alrededor del año 1050.
En su afán por conquistar más territorios volvió a declarar la guerra a los daneses, a la vez que sus ansias de poder lo llevaron a poner sus ojos más allá del mar del Norte. En 1066, Harald se unió a Tostig, conde de Northumbria, para combatir contra el hermano de este, Haroldo II de Inglaterra, y repartirse Inglaterra. Sin embargo, fue derrotado y muerto el 25 de septiembre de 1066 en la batalla de Stamford Bridge, dejándole a su mejor aliado, Guillermo el Conquistador, duque de Normandía, el reto de conquistar Inglaterra.

## Haralds saga SigurðarsonarenHeimskringla
Haralds saga Sigurðarsonar es uno de los relatos de Heimskringla de Snorri Sturluson sobre los reyes noruegos. Harald es el tío de Magnus el Bueno y al regreso de su autoexilio y amplia experiencia en la guardia varega del imperio Romano de Oriente, accede al trono noruego como un monarca recio y firme en sus convicciones. Muere en la batalla de Stamford Bridge en 1066.

## Religión
Como muchos líderes de su época, que vivieron durante la transición de las religiones nativas al cristianismo, practicó un sincretismo entre la fe de sus antepasados y la nueva, añadiendo a Cristo al panteón nórdico. La teología del sincretismo dependía de cómo la entendía el rey y cómo la enseñaba el misionero, por lo que podía haber sincretismos diferentes entre el cristianismo y el asatrú. Algunos misioneros, para lograr una conversión rápida y sencilla, sincretizaron a Cristo con Balder y/o a Thor con Arcángel San Miguel, figuras importantes de ambas religiones.
Harald también utilizó el estandarte del cuervo, símbolo de Odín, que a menudo era representado acompañado por dos cuervos llamados Huginn y Muninn.

## Herencia
Fruto de su relación con Elisaveta de Kiev:
- Ingegerd Haraldsdatter

Fruto de su relación con Tora Torbergsdatter:
- Magnus II de Noruega
- Olaf Kyrre

Fruto de otras relaciones (desconocidas):
- Ragnhild Maria Norge (1047-1080), quien sería esposa de Godred Crovan y por lo tanto madre de Olaf I de Mann.
- Asta Haraldsdottir (1050-1093), quien sería esposa de Imerg Somerledson (n. 1050) y por lo tanto madre de Gillebride mac Gilladomnan.

## En la ficción
Es interpretado por el actor inglés Leo Suter en la serie Vikingos Valhalla.